# 山田欽一
山田 欽一（やまだ きんいち、1906年（明治39年）9月25日 - 1974年（昭和49年）11月25日）は、日本の数学者。一橋大学名誉教授。「一橋の数学」の育成に尽力し、今日の一橋大学における数学教育の基盤を築いた。東京市出身。

## 来歴・人物
東京市日本橋区で生れる。旧・永田町小学校（現・麹町小学校）などを経て、府立四中（現・東京都立戸山高等学校）を卒業。1930年に東京商科大学、1933年には東京文理科大学数学科をそれぞれ卒業し、東京商科大学予科数学講師となる。1936年に予科教授、1949年一橋大学が新制大学として発足するとともに経済学部教授として、数理経済学やゼミナールを担当。大学時代からブール代数に関心をもち、現代数学の社会科学への応用に尽力した。また、1967年から附属図書館小平分館館長を務め、現在の図書館建物の新営に貢献。1970年に定年退官した後は、青山学院大学経営学部教授などを歴任した。

## 学歴
- 明治39年（1906年）東京市日本橋茅場町生まれ。旧・永田町小学校（現・麹町小学校）などを経て、府立四中（現・東京都立戸山高等学校）を卒業。
- 昭和5年（1930年）3月- 東京商科大学卒業
- 昭和8年（1933年）3月- 東京文理科大学数学科卒業
- 昭和33年（1958年）1月- 文部省在外研究員として属性理論の基礎研究のため英国留学
- 昭和45年（1970年）4月- 一橋大学名誉教授

### 職歴
- 昭和8年（1933年）4月 - 東京商科大学予科講師
- 昭和11年（1936年）11月 - 東京商科大学予科教授
- 昭和24年（1949年）6月 - 一橋大学経済学部教授
- 昭和28年（1953年）4月 - 一橋大学大学院経済学研究科教授
- 昭和31年（1956年）9月 - 東京商科大学 (旧制)教授を兼務
- 昭和39年（1964年）7月 - 一橋大学付属図書館小平分館館長
- 昭和43年（1968年）4月 -早稲田大学大学院経済学研究科講師
- 昭和45年（1970年）
  - 3月 - 一橋大学を定年退官
  - 4月 - 青山学院大学経営学部教授

## 著書
- 『微分積分学概要』裳華房  1939
- 『数と図形の話 : 観察と実験』同和春秋社  1951
- 『数学 : 数概念の拡張をめぐつて』新紀元社  1952
- 『一般教養としての現代数学入門 : 集合論・群論・記号論理学』同文館  1954
- 『統計学はいかに学ぶべきか : 記述統計から推測統計へ』春秋社  1956
- 『数学通論』同文館  1956 (一般教育叢書)
- 『代数』春秋社  1958 (初等基礎数学講座 ; 第1巻）
- 『微分・積分』春秋社  1958 (初等基礎数学講座 ; 第2巻）
- 『統計学入門』春秋社  1960
- 『幾何・三角法』春秋社  1961 (初等基礎数学講座 ; 第3巻)
- 『経済学研究者のための応用数学』春秋社  1962
- 『経営数学』朝倉書店  1963 (基礎工業数学講座6)
- 『微分・積分』春秋社  1964
- 『応用数学』春秋社  1966 (数学基本講座3)
- 『実例経済数学』現代数学社  1985

ほか、論文多数。